# El conte de la serventa (sèrie de televisió)
El conte de la serventa (títol original en anglès, The Handmaid's Tale) és una sèrie de televisió dramàtica estatunidenca basada en la novel·la El conte de la serventa de Margaret Atwood. El servei de vídeo sota demanda Hulu en va encarregar una primera temporada de 10 episodis. La història mostra un futur distòpic posterior a una guerra civil en què les dones fèrtils, anomenades serventes, són esclavitzades per a engendrar nens.
Els primers tres episodis de la sèrie es van estrenar el 26 d'abril del 2017, i els set següents es van emetre setmanalment. La segona temporada es va estrenar el 25 d'abril del 2018. La tercera, el 5 de juny del 2019. La quarta, el 27 d'abril del 2021. I la cinquena, el 14 de setembre de 2022.
A la 69a edició dels Premis Primetime Emmy, El conte de la serventa va guanyar vuit premis d'entre 13 nominacions, entre els quals el de millor sèrie dramàtica. També va guanyar el Globus d'Or a la millor sèrie dramàtica i el de millor actriu per a Elisabeth Moss.

## Argument
En un futur proper, la taxa de natalitat cau en picat a causa de les malalties de transmissió sexual i de la contaminació del medi ambient. Enmig del caos, el govern totalitari i teocràtic de Gilead assoleix el poder als antics Estats Units després d'una guerra civil. La societat s'organitza en noves classes socials en què les dones són brutalment oprimides: per llei, no poden treballar, tenir propietat privada, gestionar diners ni llegir. Les poques dones fèrtils que queden són controlades pel règim i anomenades "serventes" ("handmaids") seguint una interpretació extremista de la Bíblia. Se les envia a les cases de l'elit governant, on s'han de sotmetre a un ritual de violació a càrrec de l'home de la casa per a quedar-se embarassades i proporcionar fills a aquests homes i a les seves famílies.
La protagonista de la història és June Osborne (Elisabeth Moss), qui rep el nou nom d'Offred com a serventa de cal comandant Fred Waterford (Joseph Fiennes) i la seva dona, Serena Joy (Yvonne Strahovski).

## Repartiment i personatges

### Principals
- Elisabeth Moss com a June Osborne/Offred, una dona que va ser capturada quan intentava escapar al Canadà amb el seu marit Luke i la seva filla Hannah. A causa de la seva fertilitat, és nomenada com criada pel comandant Fred Waterford i la seva dona Serena Joy.

- Joseph Fiennes com a comandant Fred Waterford, un alt funcionari del govern i amo d'Offred. Desitja tenir més contacte amb June fora del que és legal entre una criada i el seu amo i comença a convidar-la a jugar a Scrabble a la nit. Tant ell com la seva dona van tenir un paper fonamental en la creació de l'estat de Gilead.

- Yvonne Strahovski com a Serena Joy Waterford, esposa de Fred i una exactivista cultural conservadora que sembla haver acceptat el seu nou rol en la societat que ella va ajudar a crear. Pot ser molt cruel i ho és sovint amb el personatge de la June. El seu màxim desitg és desesperadament ser mare.

- Alexis Bledel com a Emily / Ofglen / Ofsteven, és la companya de compres d'Offred. Encara que June inicialment en desconfia, no és tan piadosa com sembla, i les dues es fan molt amigues. Deglen tenia esposa i fill, i era professora universitària de biologia cel·lular. És considerada una «traïdora al seu gènere», un terme usat en Gilead per a les persones homosexuals que es castiga amb la mort en Gilead. A més, la majoria dels professors universitaris són enviats a camps de treballs forçats, però Deglen es va salvar i es va fer criada causa de la seva fertilitat. És capturada i castigada per la seva relació amb una Martha, i és enviada a una altra llar on es converteix en Desteven. Pertany al moviment de resistència anomenat «Mayday».

- Madeline Brewer com a Janine / Ofwarren / Ofdaniel, és una criada amb un fràgil estat mental a causa del seu tracte al Centre Vermell, on li van treure un ull com a càstig per la seva mala conducta, i sovint es comporta de manera temperamental o infantil. Està convençuda de què el seu amo la vol de veritat i que vol escapar amb ella i formar una família. Dona a llum una nena per a Warren i Naomi Putnam a qui diuen Angela, però Janine insisteix que el nom del nadó és Charlotte. Janine és reassignada i es converteix en Ofdaniel. Va ser assignada temporalment a les Colònies.

- Ann Dowd com a Aunt Lydia, una instructora brutal encarregada de la reeducació de les criades. Sembla tenir un afecte especial per Janine i fins i tot arriba a referir-s'hi pel seu nom de pila en alguna ocasió. És brutal i sotmet a les criades insubordinades a severs càstigs físics, però també se'n preocupa i creu profundament en la missió i la doctrina de Gilead.

- O.T. Fagbenle com a Lucas Bankole, també anomenat Luke, és el marit de June abans de Gilead. A causa que va començar la seva relació amb June abans del divorci amb la seva primera esposa, la seva unió es considera invàlida en la nova societat. June és considerada una adúltera i la seva filla, Hannah, es considera il·legítima. Inicialment, June creu que ha estat assassinat, però més tard es revela que Luke va aconseguir escapar a Canadà.

- Max Minghella com a Nick Blaine, el xofer del comandant Waterford. Té amb June una relació íntima. June descobreix que ell és un Eye, un espia de Gilead.

- Samira Wiley com a Moira / Ruby, és la millor amiga de June des de la universitat. Ja està al Centre Roig quan June ingressa i l'ajuda a escapar de la seva vida com a criada per a, recapturada, esdevenir una Jezebel que treballa en un dels bordells il·legals de Gilead amb el nom de Ruby. Ella sembla haver renunciat a la voluntat d'escapar de Gilead per complet fins que June li dona la força per a intentar-ho de nou.

- Amanda Brugel com a Rita, una Martha a la casa de Waterford.

### Recurrents
- Ever Carradine com a Naomi Putnam, l'esposa del comandant Warren Putnam. Veu el seu nadó, principalment, com un símbol d'estatus i no té simpatia per les criades.

- Tattiawna Jones com a Lillie Fuller / Ofglen, qui reemplaça a Emily després de ser capturada pels Eyes. Inicialment segueix les regles i no desitja alterar l'''statu quo'', però això es deu al fet que creu que la seva vida com a criada és millor que la vida difícil i empobrida que va tenir abans de Gilead, en lloc de la pietat religiosa.

- Nina Kiri com a Ànima / Ofrobert, una altra criada que va entrar al Centre Vermell amb June, Moira i Janine. Ella és honesta i xerradora, i sovint intercanvia xafarderies i notícies amb June. També pertany a Mayday i es converteix en el primer contacte de June amb el grup de resistència.

- Jenessa Grant com a Dolores / Ofsamuel, una criada amb una naturalesa amigable i comunicativa.

- Bahia Watson com a Brianna / Oferic, una altra criada amiga de June.

- Jordana Blake com a Hannah Osborne, filla de June.

- Erin Way com a Erin, una jove muda que estava sent reeducada per a esdevenir criada però va aconseguir escapar al Canadà.

- Sydney Sweeney com a Eden Spencer en la segona temporada, una noia piadosa i obedient que somia amb ser un dia la dona d'un Comandant.

- Bradley Whitford com el Comandant Joseph Lawrence en la segona temporada, l'arquitecte de l'economia de Gilead, qui és brusc i intimidatori, amb un malgirbat geni boig. El seu humor astut i centelleigs d'amabilitat el converteixen en una presència confusa i misteriosa per la seva més nova criada.

- Greg Bryk com el Comandant Ray Cushing en la segona temporada.

- Rohan Mead com a Isaac en la segona temporada, un guardià assignat a la casa de Waterford.

### Convidats especials
- Kristen Gutoskie com a Beth a la primera temporada, Martha al Jezebel. Té un acord amb Nick pel qual comercia amb alcohol il·legal i drogues, que fan servir les Jezabel. Té una relació sexual casual amb Nick i és conscient que és un Eye.

- Marisa Tomei com la Sra. O'Conner en la segona temporada, esposa d'un comandant que es destina a les colònies com a càstig per tenir relacions sexuals amb un altre home.

- Cherry Jones com a Holly Maddox en la segona temporada, mare de June, una militant feminista.

- Clea DuVall com a Sylvia en la segona temporada, l'esposa d'Emily.

- Yahya Abdul-Mateen II com a Omar en la segona temporada, un home que ajuda a June a intentar escapar.

- John Carroll Lynch com a Dan en la segona temporada, cap d'Emily a la universitat on treballava.

- Kelly Jenrette com a Annie en la segona temporada, l'exdona de Luke.

- Rebecca Rittenhouse com a Odette en la segona temporada.

- Sam Jaeger com a Mark Tuello en la segona temporada, un estrany que Serena troba al Canadà.

## Episodis

### Primera temporada
| Núm. global | Núm. temp. | Títol                             | Direcció          | Guió                 | Data d'emissió      |
| ----------- | ---------- | --------------------------------- | ----------------- | -------------------- | ------------------- |
| 1           | 1          | Offred                            | Reed Morano       | Bruce Miller         | 26 d'abril del 2017 |
| 2           | 2          | Birth Day                         | Reed Morano       | Bruce Miller         | 26 d'abril del 2017 |
| 3           | 3          | Late                              | Reed Morano       | Bruce Miller         | 26 d'abril del 2017 |
| 4           | 4          | Nolite Te Bastardes Carborundorum | Mike Barker       | Leila Gerstein       | 3 de maig del 2017  |
| 5           | 5          | Faithful                          | Mike Barker       | Dorothy Fortenberry  | 10 de maig del 2017 |
| 6           | 6          | A Woman's Place                   | Floria Sigismondi | Wendy Straker Hauser | 17 de maig del 2017 |
| 7           | 7          | The Other Side                    | Floria Sigismondi | Lynn Renee Maxcy     | 24 de maig del 2017 |
| 8           | 8          | Jezebels                          | Kate Dennis       | Kira Snyder          | 31 de maig del 2017 |
| 9           | 9          | The Bridge                        | Kate Dennis       | Eric Tuchman         | 7 de juny del 2017  |
| 10          | 10         | Night                             | Kari Skogland     | Bruce Miller         | 14 de juny del 2017 |

### Segona temporada
| Núm. global | Núm. temp. | Títol             | Direcció       | Guió                       | Data d'emissió        |
| ----------- | ---------- | ----------------- | -------------- | -------------------------- | --------------------- |
| 11          | 1          | June              | Mike Barker    | Bruce Miller               | 25 d'abril del 2018   |
| 12          | 2          | Unwomen           | Mike Barker    | Bruce Miller               | 25 d'abril del 2018   |
| 13          | 3          | Baggage           | Kari Skogland  | Dorothy Fortenberry        | 2 de maig del 2018    |
| 14          | 4          | Other Women       | Kari Skogland  | Yahlin Chang               | 9 de maig del 2018    |
| 15          | 5          | Seeds             | Mike Barker    | Kira Snyder                | 16 de maig del 2018   |
| 16          | 6          | First Blood       | Mike Barker    | Eric Tuchman               | 23 de maig del 2018   |
| 17          | 7          | After             | Kari Skogland  | Lynn Renee Maxcy           | 30 de maig del 2018   |
| 18          | 8          | Women's Work      | Kari Skogland  | Nina Fiore i John Herrera  | 6 de juny del 2018    |
| 19          | 9          | Smart Power       | Jeremy Podeswa | Dorothy Fortenberry        | 13 de juny del 2018   |
| 20          | 10         | The Last Ceremony | Jeremy Podeswa | Yahlin Chang               | 20 de juny del 2018   |
| 21          | 11         | Holly             | Daina Reid     | Bruce Miller i Kira Snyder | 27 de juny del 2018   |
| 22          | 12         | Postpartum        | Daina Reid     | Eric Tuchman               | 4 de juliol del 2018  |
| 23          | 13         | The Word          | Mike Barker    | Bruce Miller               | 11 de juliol del 2018 |

### Tercera temporada
| Núm. global | Núm. temp. | Títol               | Direcció            | Guió                      | Data d'emissió        |
| ----------- | ---------- | ------------------- | ------------------- | ------------------------- | --------------------- |
| 24          | 1          | Night               | Mike Barker         | Bruce Miller              | 5 de juny del 2019    |
| 25          | 2          | Mary and Martha     | Mike Barker         | Kira Snyder               | 5 de juny del 2019    |
| 26          | 3          | Useful              | Amma Asante         | Yahlin Chang              | 5 de juny del 2019    |
| 27          | 4          | God Bless the Child | Amma Asante         | Eric Tuchman              | 12 de juny del 2019   |
| 28          | 5          | Unknown Caller      | Colin Watkinson     | Marissa Jo Cerar          | 19 de juny del 2019   |
| 29          | 6          | Household           | Dearbhla Walsh      | Dorothy Fortenberry       | 26 de juny del 2019   |
| 30          | 7          | Under His Eye       | Mike Barker         | Nina Fiore i John Herrera | 3 de juliol del 2019  |
| 31          | 8          | Unfit               | Mike Barker         | Kira Snyder               | 10 de juliol del 2019 |
| 32          | 9          | Heroic              | Daina Reid          | Lynn Renee Maxcy          | 17 de juliol del 2019 |
| 33          | 10         | Witness             | Daina Reid          | Jacey Heldrich            | 24 de juliol del 2019 |
| 34          | 11         | Liars               | Deniz Gamze Ergüven | Yahlin Chang              | 31 de juliol del 2019 |
| 35          | 12         | Sacrifice           | Deniz Gamze Ergüven | Eric Tuchman              | 7 d'agost del 2019    |
| 36          | 13         | Mayday              | Mike Barker         | Bruce Miller              | 14 d'agost del 2019   |

### Quarta temporada
| Núm. global | Núm. temp. | Títol          | Direcció        | Guió                      | Data d'emissió      |
| ----------- | ---------- | -------------- | --------------- | ------------------------- | ------------------- |
| 37          | 1          | Pigs           | Colin Watkinson | Bruce Miller              | 27 d'abril del 2021 |
| 38          | 2          | Nightshade     | Colin Watkinson | Kira Snyder               | 27 d'abril del 2021 |
| 39          | 3          | The Crossing   | Elisabeth Moss  | Bruce Miller              | 27 d'abril del 2021 |
| 40          | 4          | Milk           | Christina Choe  | Jacey Heldrich            | 5 de maig del 2021  |
| 41          | 5          | Chicago        | Christina Choe  | John Herrera i Nina Fiore | 12 de maig del 2021 |
| 42          | 6          | Vows           | Richard Shepard | Dorothy Fortenberry       | 19 de maig del 2021 |
| 43          | 7          | Home           | Richard Shepard | Yahlin Chang              | 26 de maig del 2021 |
| 44          | 8          | Testimony      | Elisabeth Moss  | Kira Snyder               | 2 de juny del 2021  |
| 45          | 9          | Progress       | Elisabeth Moss  | Eric Tuchman i Aly Monroe | 9 de juny del 2021  |
| 46          | 10         | The Wilderness | Liz Garbus      | Bruce Miller              | 16 de juny del 2021 |

### Cinquena temporada
| Núm. global | Núm. temp. | Títol         | Direcció        | Guió                      | Data d'emissió          |
| ----------- | ---------- | ------------- | --------------- | ------------------------- | ----------------------- |
| 47          | 1          | Morning       | Elisabeth Moss  | Bruce Miller              | 14 de setembre del 2022 |
| 48          | 2          | Ballet        | Elisabeth Moss  | Nina Fiore & John Herrera | 14 de setembre del 2022 |
| 49          | 3          | Border        | Dana Gonzales   | Aly Monroe                | 21 de setembre del 2022 |
| 50          | 4          | Dear Offred   | Dana Gonzales   | Jacey Heldrich            | 28 de setembre del 2022 |
| 51          | 5          | Fairytale     | Eva Vives       | J Holtham                 | 5 d'octubre del 2022    |
| 52          | 6          | Together      | Eva Vives       | Katherine Collins         | 12 d'octubre del 2022   |
| 53          | 7          | No Man's Land | Natalia Leite   | Rachel Shukert            | 19 d'octubre del 2022   |
| 54          | 8          | Motherland    | Natalia Leite   | Yahlin Chang              | 26 d'octubre del 2022   |
| 55          | 9          | Allegiance    | Bradle Whitford | Eric Tuchman              | 2 de novembre del 2022  |
| 56          | 10         | Safe          | Elisabeth Moss  | Bruce Miller              | 9 de novembre del 2022  |

## Recepció
A Rotten Tomatoes, la primera temporada té una qualificació d'aprovació del 95% sobre la base de 106 crítiques, amb una qualificació mitjana de 8.7/10. El consens crític del lloc diu, "Emocionant i vívid, El conte de la serventa és una adaptació infinitament absorbent de la novel·la distòpica de Margaret Atwood, que està representada per una magnífica interpretació d'Elisabeth Moss. A Metacritic té un puntuació mitjana de 92/100 basada en 40 crítiques, fet què indica "aclamació universal".

## Premis i nominacions[calcitació]
| Any  | Premi                 | Categoria                                                                  | Nominat                                       | Resultat   | Ref             |
| ---- | --------------------- | -------------------------------------------------------------------------- | --------------------------------------------- | ---------- | --------------- |
| 2017 | Premis Primetime Emmy | Millor sèrie dramàtica                                                     | El conte de la serventa                       | Guanyador  | [ cal citació ] |
| 2017 | Premis Primetime Emmy | Millor direcció - Sèrie dramàtica                                          | Reed Morano                                   | Guanyadora | [ cal citació ] |
| 2017 | Premis Primetime Emmy | Millor direcció - Sèrie dramàtica                                          | Kate Dennis                                   | Nominada   | [ cal citació ] |
| 2017 | Premis Primetime Emmy | Millor guió - Sèrie dramàtica                                              | Bruce Miller                                  | Guanyador  | [ cal citació ] |
| 2017 | Premis Primetime Emmy | Millor actriu - Sèrie dramàtica                                            | Elisabeth Moss                                | Guanyadora | [ cal citació ] |
| 2017 | Premis Primetime Emmy | Millor actriu - Sèrie dramàtica                                            | Ann Dowd                                      | Guanyadora | [ cal citació ] |
| 2017 | Premis Primetime Emmy | Millor actriu - Sèrie dramàtica                                            | Samira Wiley                                  | Nominada   | [ cal citació ] |
| 2017 | Premis Primetime Emmy | Millor actriu secundària - Sèrie dramàtica                                 | Alexis Bledel                                 | Guanyadora | [ cal citació ] |
| 2017 | Premis Primetime Emmy | Millor casting - Sèrie dramàtica                                           | Russell Scott, Sharon Bialy & Sherry Thomas   | Nominat    | [ cal citació ] |
| 2017 | Premis Primetime Emmy | Millor vestuari - Sèrie de període o fantasia                              | Ane Crabtree, Sheena Wichary                  | Nominades  | [ cal citació ] |
| 2017 | Premis Primetime Emmy | Millor fotografia - Sèrie de càmara única                                  | Colin Watkinson                               | Guanyadora | [ cal citació ] |
| 2017 | Premis Primetime Emmy | Millor disseny de producció - Programa narratiu contemporani o de fantasia | Julie Berghoff, Evan Webber, Sophie Neudorfer | Guanyadors | [ cal citació ] |
| 2018 | Premis Globus d'Or    | Millor sèrie - Drama                                                       | El conte de la serventa                       | Guanyadora | [ cal citació ] |
| 2018 | Premis Globus d'Or    | Millor actriu - Sèrie dramàtica                                            | Elisabeth Moss                                | Guanyadora | [ cal citació ] |
| 2018 | Premis Globus d'Or    | Millor actriu de sèrie, minisèrie o telefilm                               | Ann Dowd                                      | Nominada   | [ cal citació ] |

## Posteritat
Als Estats Units d'Amèrica:

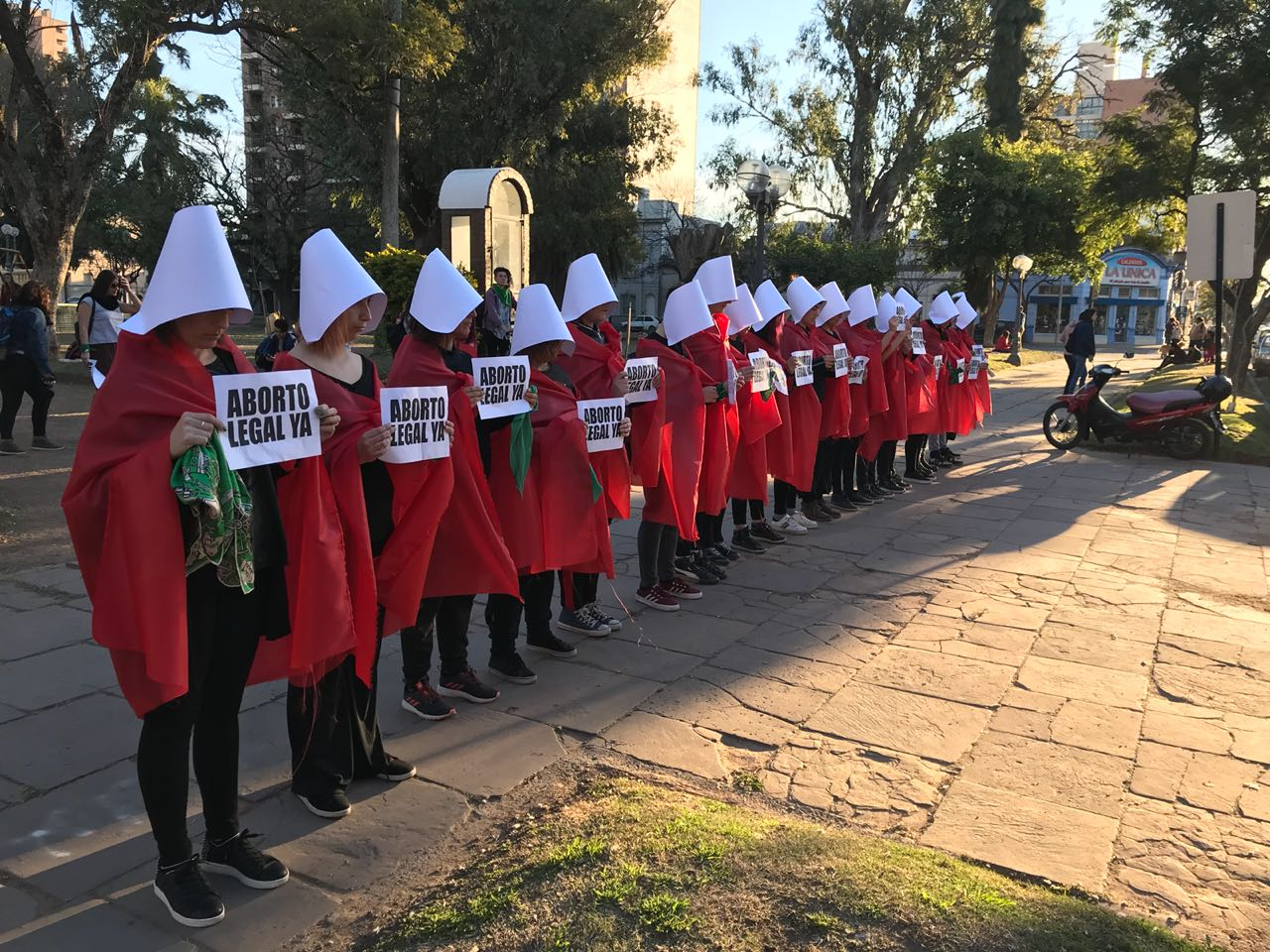
Manifestació a l'Argentina a favor de l'avortament legal i segur, 2018.

- Els manifestants es disfrassen de criades escarlata en protesta contra l'elecció de Donald Trump amb el tatuatge significatiu de la sèrie "Nolite te bastardes carborundorum"[10]
- Hillary Clinton hi fa referència durant els seus discursos[11]
- Manifestants contra la misogínia es disfressen de Criades[12]
- Marxa anti-Trump de dones el gener de 2017[13]
- Manifestació contra les lleis contra l'avortament[14]

També ha tingut molta repercussió en altres estats com per exemple a l'Argentina en les seves darreres eleccions a favor de l'avortament (2018).